# Первенство СССР между командами союзных республик по шахматам 1967
Первенство СССР между командами союзных республик по шахматам 1967 — 10-е первенство.
С 23 июля по 3 августа в 1967 года в Москве. В программе 4-й Спартакиады народов СССР. Игра велась на 10 досках. Состав команды: 6 мужчин (+1 запасной), 1 юноша, 2 женщины, 1 девушка. 

## 1-й финал
- 1. Москва — 29½ очков из 50;
- 2. РСФСР — 29;
- 3. Украинская ССР — 26½;
- 4. Ленинград — 23;
- 5. Белорусская ССР — 21½;
- 6. Грузинская ССР — 20½.

## 2-й финал
- 7. Латвийская ССР — 32½ очка из 50;
- 8. Казахская ССР — 25½;
- 9. Азербайджанская ССР — 25;
- 10. Узбекская ССР — 24½;
- 11. Эстонская ССР — 24;
- 12. Армянская ССР — 18½.

## 3-й финал
- 13. Литовская ССР — 25 очков из 40;
- 14. Молдавская ССР — 24;
- 15. Киргизская ССР — 22;
- 16. Туркменская ССР — 16½;
- 17. Таджикская ССР — 12½.

Лучшие индивидуальные результаты: 1-я мужская доска — В. Корчной (Ленинград) — 6 из 8; 1-я женская доска — Н. Гаприндашвили (Грузинская ССР) и Т. Затуловская (Азербайджанская ССР) — по 7½ из 9.

## Составы команд
Звездочками отмечены запасные участники. Команды Киргизской и Туркменской ССР все матчи провели основным составом.

### Москва
Петросян (4½ из 8), Ботвинник (6 из 8), Смыслов (6½ из 9), Бронштейн (6 из 8), Холмов (6½ из 9), Васюков (5½ из 7), Либерзон* (3 из 5), Дворецкий (5 из 9), Кушнир (5 из 9), Коноплева (6 из 9), Е. Рубцова (5½ из 9)

### РСФСР
Спасский (5½ из 8), Полугаевский (5 из 8), Крогиус (4 из 7), Антошин (4 из 7), Лейн (4½ из 7), Дорошкевич (3½ из 6), Жуховицкий* (4 из 5), Балашов (6 из 8), Козловская (3½ из 8), Кислова (3½ из 8), Фокина (4½ из 8)

### Украинская ССР
Штейн (5 из 9), Геллер (5½ из 9), Гуфельд (4 из 9), Сахаров (4 из 8), Николаевский (7 из 9), Платонов (1½ из 3), Жидков* (5 из 7), Адлер (6 из 9), Андреева (4 из 9), Идельчик (6 из 9), Вапничная (6½ из 9)

### Ленинград
Корчной (6 из 8), Тайманов (3½ из 8), Фурман (5 из 8), Оснос (4½ из 8), Кондратьев (2½ из 5), Б. Владимиров (4½ из 7), Черепков* (1½ из 4), Лукин (5 из 8), Вольперт (4 из 8), Бишард (3½ из 8), Герасимова (1½ из 8)

### Белорусская ССР
Суэтин (5 из 9), Болеславский (5½ из 9), Вересов (½ из 5), Капенгут (5½ из 9), Ройзман (5 из 8), Литвинов (6 из 9), Шагалович* (2½ из 5), Купрейчик (2 из 9), Зворыкина (6 из 9), Головей (6½ из 9), Стольникова (4½ из 9)

### Грузинская ССР
Гургенидзе (4½ из 9), Джинджихашвили (4½ из 9), Ломая (3 из 8), Чиковани (5 из 8), Бокучава (4½ из 8), Берадзе (1 из 7), Буслаев* (2½ из 5), Георгадзе (5½ из 9), Гаприндашвили (7½ из 9), Какабадзе (5 из 9), Александрия (6 из 9)

### Латвийская ССР
Таль (6 из 9), Гипслис (5½ из 9), Клован (5 из 9), Шмит (5 из 9), Петерсон (4½ из 8), Витолиньш (5 из 7), Петкевич* (1½ из 3), Кирпичников (4 из 9), Рожлапа (3 из 9), Эргле (7 из 9), Вилерте (7 из 9)

### Казахская ССР
Уфимцев (1½ из 7), Середенко (3 из 6), Муратов (5½ из 9), Ю. Никитин (2 из 6), А. Носков (3½ из 8), Винкель (4 из 9), Каталымов* (5½ из 9), М. Мухин (7 из 9), Муслимова (5½ из 9), Попрукайло (3 из 9), Коншина (3½ из 9)

### Азербайджанская ССР
Багиров (4 из 9), Павленко (6 из 9), Листенгартен (1½ из 7), Шахтахтинский (2½ из 7), Ованесян (2 из 4), Приворотский (5½ из 9), Сардаров* (5 из 9), Говашелишвили (3½ из 9), Затуловская (7½ из 9), Солганик (2½ из 9), Саакова (5 из 9)

### Узбекская ССР
Г. Борисенко (4½ из 9), Мухитдинов (4½ из 9), Е. Мухин (6 из 9), Бирбрагер (3 из 8), Грушевский (5½ из 9), С. Пинчук (1½ из 6), Вяч. Агзамов* (1½ из 4), Рудерфер (4 из 9), В. Борисенко (4½ из 9), Л. Пинчук (3½ из 9), Гольдман (6½ из 9)

### Эстонская ССР
Керес (5½ из 8), Ней (4 из 8), Этрук (6 из 8), Ууси (5 из 8), Луйк (1½ из 5), Кярнер (1½ из 6), Арулайд* (2 из 5), Сангла (2 из 8), Раннику (3 из 8), Саммуль (4½ из 8), Каллас (1½ из 8)

### Армянская ССР
Л. Григорян (3½ из 8), Мнацаканян (3½ из 7), Захарян (2 из 7), Г. Акопян (3 из 8), Восканян (2 из 6), Арутюнов (2½ из 7), Демирханян* (2½ из 5), К. Григорян (5 из 8), Т. Бояхчян (2 из 8), В. Бояхчян (3½ из 8), Авакян (4½ из 8)

### Литовская ССР
Маслов (3 из 8), Микенас (3 из 7), Чеснаускис (3½ из 8), Вистанецкис (3½ из 8), Барстатис (0 из 5), Бутнорюс (5 из 7), Лапенис* (3½ из 5), Касимов (4½ из 8), Каушилайте (4 из 8), М. Картанайте (5½ из 8), Раугалите (4 из 8)

### Молдавская ССР
Лутиков (4½ из 8), И. Мосионжик (4 из 8), Кловский (3½ из 8), Гитерман (3½ из 8), Б. Неведничий (2 из 8), Горняк (½ из 3), Л. Малинин* (2 из 5), Фиглер (3 из 8), Б. Мосионжик (5 из 8), Лизунова (2½ из 8), Н. Иванова (6½ из 8)

### Киргизская ССР
Еропов (3½ из 8), Крутихин (2 из 8), Устинов (3 из 8), Слепой (4 из 8), Анохин (4½ из 8), Рискин (2 из 8), Рогожников (4 из 8), Вендрова (5 из 8), Лукина (4 из 8), Пыряева (2 из 8)

### Туркменская ССР
Кудряшов (3 из 8), Ханов (2½ из 8), Колпаков (3 из 8), Валиев (3 из 8), Сеоев (4 из 8), Нурмамедов (4½ из 8), Верещагин (2½ из 8), Козлова (2½ из 8), Пронина (2½ из 8), Антропова (3 из 8)

### Таджикская ССР
Данов (1½ из 8), Р. Левит (1 из 8), Говбиндер (4½ из 8), Хусенов (2½ из 8), Саидов (0 из 5), М. Сабуров (3½ из 8), Бочкарев* (½ из 3), Слуцкий (3 из 8), Гусева (0 из 8), Щербаченко (3 из 8), Пятахина (0 из 8)